# Buchholz (Westerwald)
Buchholz (Westerwald) – miejscowość i gmina w zachodnich Niemczech, w kraju związkowym Nadrenia-Palatynat, w powiecie Neuwied, wchodzi w skład gminy związkowej Asbach.